# Calobota
Genre
Synonymes
- Lebeckia Thunb.
- Spartidium Pomel
- Stiza E. Mey.[2]

Calobota est un genre de plantes à fleurs dicotylédones de la famille des Fabaceae, sous-famille des Faboideae, originaire d'Afrique du Nord et d'Afrique australe, qui comprend une quinzaine d'espèces acceptées.

## Liste d'espèces
Selon BioLib (10 décembre 2018) :
- Calobota acanthoclada (Dinter) Boatwr. & B.-E. van Wyk
- Calobota angustifolia (E. Mey.) Boatwr. & B.-E. van Wyk
- Calobota cinerea (E. Mey.) Boatwr. & B.-E. van Wyk
- Calobota cuspidosa (Burch.) Boatwr. & B.-E. van Wyk
- Calobota cytisoides (P. J. Bergius) Eckl. & Zeyh.
- Calobota elongata (Thunb.) Boatwr. & B.-E. van Wyk
- Calobota halenbergensis (Merxm. & Schreib.) Boatwr. & B.-E. van Wyk
- Calobota linearifolia (E. Mey.) Boatwr. & B.-E. van Wyk
- Calobota lotononoides (Schltr.) Boatwr. & B.-E. van Wyk
- Calobota obovata (Schinz) Boatwr. & B.-E. van Wyk
- Calobota psiloloba (E. Mey.) Boatwr. & B.-E. van Wyk
- Calobota pungens (Thunb.) Boatwr. & B.-E. van Wyk
- Calobota sericea (Thunb.) Boatwr. & B.-E. van Wyk
- Calobota spinescens (Harv.) Boatwr. & B.-E. van Wyk